# 格羅夫蘭 (加利福尼亞州)
格羅夫蘭（英語：Groveland）是位於美國加利福尼亞州圖奧勒米縣的一個人口普查指定地區。

## 地理
格羅夫蘭的座標為37°49′54″N 120°14′23″W / 37.83167°N 120.23972°W，而該地最高點為海拔高度956米（即3136英尺）。

## 人口
根據2010年美國人口普查的數據，格羅夫蘭的面積為24.779平方千米，當中陸地面積為24.764平方千米，而水域面積為0.015平方千米。當地共有人口609人，而人口密度為每平方千米24人。